# Щукин, Лев Кириллович
Лев Кириллович Щукин (29 октября 1923, Ногинск — 1 мая 2009, Минск) — советский лётчик-ас истребительной реактивной авиации, полковник. В годы Корейской войны командир звена 18-го гвардейского истребительного авиационного полка 303-й истребительной авиационной дивизии 64-го истребительного авиационного корпуса 54-й отдельной армии ПВО. Герой Советского Союза (13.11.1951).

## Биография
Родился 29 октября 1923 года в городе Ногинск (ныне Московская область). Вскоре семья переехала в город Краснодар. В 1941 году Лев Щукин окончил 10 классов школы и Краснодарский аэроклуб.
С 1941 года служил в Красной Армии, в августе 1941 года поступил в Одесскую военную авиационную школу лётчиков, которую окончил в начале 1944 года в звании младшего лейтенанта. Однако после окончания школы направлен не на фронт, а лётчиком-инструктором 13-й запасной истребительный авиационный полк. В августе 1945 года переведён в 18-й гвардейский истребительный авиационный полк (303-я истребительная авиационная дивизия), в составе которого прослужил до лета 1952 года. Полк сначала входил в состав Белорусского военного округа, в 1948 году передан в состав Московского района ПВО. В 1947 году освоил реактивный самолёт Як-15. Участник воздушного парада 1 мая 1948 года в Москве над Красной площадью — тогда впервые на широкой публике была показана реактивная авиация. Весной 1950 года освоил реактивный истребитель МиГ-15. С началом Корейской войны полк был переброшен на Дальний Восток и передан в состав 54-й воздушной армии, прикрывая в воздуха Приморский край. В марте 1951 года полк и дивизия переброшены в Северный Китай, где стали активно готовиться к боевым действиям.

## Корейская война
8 мая 1951 года командир звена 1-й эскадрильи 18-го гвардейского истребительного авиаполка гвардии старший лейтенант Лев Щукин впервые совершил боевой вылет, защищая Северную Корею от налётов авиации США и их союзников. Непосредственно участвовал в боях с 8 мая 1951 года по 11 января 1952 года. За это время совершил 121 боевой вылет, провёл 37 воздушных боёв, в которых сбил 15 самолётов противника лично и 2 — в составе группы. Третий по результативности советский ас этой войны после Николая Сутягина (21 победа) и Евгения Пепеляева (20 побед). Сам был дважды сбит, получил ранение и травмы. По словам Л. К. Щукина, когда он во второй раз спускался на парашюте после катапультирования из подбитого самолёта, американские лётчики пытались расстрелять его в воздухе, но промахнулись.
В ноябре 1951 года во время сражения в небе Северной Кореи с истребителями ВВС США, американцы провели массированный налёт (48 F-84) на шоссейную дорогу в районе Ансю. В первом вылете капитан Щукин совместно со старшим лейтенантом Астаповским поразили по одному самолёту F-84. В ходе дальнейшего боя Щукин сбил ещё один F-84.
Указом Президиума Верховного Совета СССР от 13 ноября 1951 года за мужество и отвагу, проявленные при исполнении воинского долга, гвардии старшему лейтенанту Щукину Льву Кирилловичу присвоено звание Героя Советского Союза с вручением ордена Ленина и медали «Золотая Звезда» (№ 9279).

## Послевоенные годы
В 1952 году был направлен на учёбу, в 1956 году окончил Военно-воздушную академию. В 1956 году гвардии подполковник Л. К. Щукин назначен помощником командира 940-го истребительно-бомбардировочного авиационного полка по воздушно-стрелковой службе, с 1960 года — заместитель командира, а с 1962 года — командир этого полка. С 1967 года — заместитель начальника отдела боевой подготовки 26-й воздушной армии. С 1967 по 1970 годы служил военным советником в Демократической республике Вьетнам, а затем в Египте. С 1973 по 1976 годы — в составе координационной группы по оказанию содействия в боевой подготовке Вооружённых Сил стран — участниц Варшавского договора работал в ВВС Народной армии Болгарии.
С 1977 года полковник Л. К. Щукин — в отставке. Жил в Минске. Умер 1 мая 2009 года. Похоронен на Восточном кладбище Минска.

Могила Л. К. Щукина на Восточном кладбище Минска.

## Награды
- Герой Советского Союза (13.11.1951)
- Орден «За службу Родине» III степени (Белоруссия, 15.04.1999)[1]
- 2 ордена Ленина (13.11.1951, 22.09.1952)
- Орден Красного Знамени (10.10.1951)
- Орден Красной Звезды (30.12.1956)
- Медали, в том числе:
  - Медаль «За боевые заслуги» (19.11.1951)
- Орден «9 сентября 1944 года» I степени с мечами (Болгария)
- Медаль «Китайско-советская дружба» (КНР)